# コレット・ルキアン
コレット・ルキアン（Colette Lequien, 1920年12月19日 - 2015年1月21日）は、フランスのヴィオラ奏者。
パリ音楽院でモーリス・ヴューにヴィオラを学び、1943年にプルミエ・プリを得て卒業した。その後は、マリー＝クレール・ジャメ、アニー・シャラン、ロジェ・ブールダンやジャン・ユボーらと共演し、主に室内楽の分野で活躍した。
1971年から1984年まで母校のパリ音楽院で教鞭をとり、1979年には「ヴィオラ友の会」の設立に参画して理事を務めた。